# Nummenjoki
Le fleuve Nummenjoki  ou Tavastilanjoki est un cours d'eau du sud-est de la Finlande.

## Géographie
Le fleuve se jette dans la baie de Salmilahti à Kotka dans le golfe de Finlande.
Les eaux du Nummenjoki arrosent aussi Kouvola et Hamina.
Le delta du Nummenjoki est une zone Natura 2000.
La branche supérieure la plus importante du Numenjoki est la rivière Uronjoki qui s'écoule à travers le lac Läkäjärvi et qui conflue avec la rivière Joutsenjoki pour former le Nummenjoki à l'emplacement de l'ancien lac Nummenjärvi.

## Histoire
Depuis la dernière période glaciaire le nummenjoki est une des branches du delta du fleuve Kymijoki,
mais à la suite du rebond post-glaciaire le ruissellement des eaux se fait vers le kymijoki.
pendant les  débordements les plus importants du Kymijoki, par exemple en 1779–1780 et en 1898–1899, les eaux du kymijoki ont coulé par le nummenjoki directement vers la mer Baltique.